# Villiers-Saint-Denis
Villiers-Saint-Denis är en kommun i departementet Aisne i regionen Hauts-de-France i norra Frankrike. Kommunen ligger  i kantonen Charly-sur-Marne som ligger i arrondissementet Château-Thierry. År 2022 hade Villiers-Saint-Denis 1 074 invånare.

## Befolkningsutveckling
Antalet invånare i kommunen Villiers-Saint-Denis
Referens: INSEE